# Ministerium für auswärtige und europäische Angelegenheiten, Verteidigung, Entwicklungszusammenarbeit und Außenhandel Luxemburg

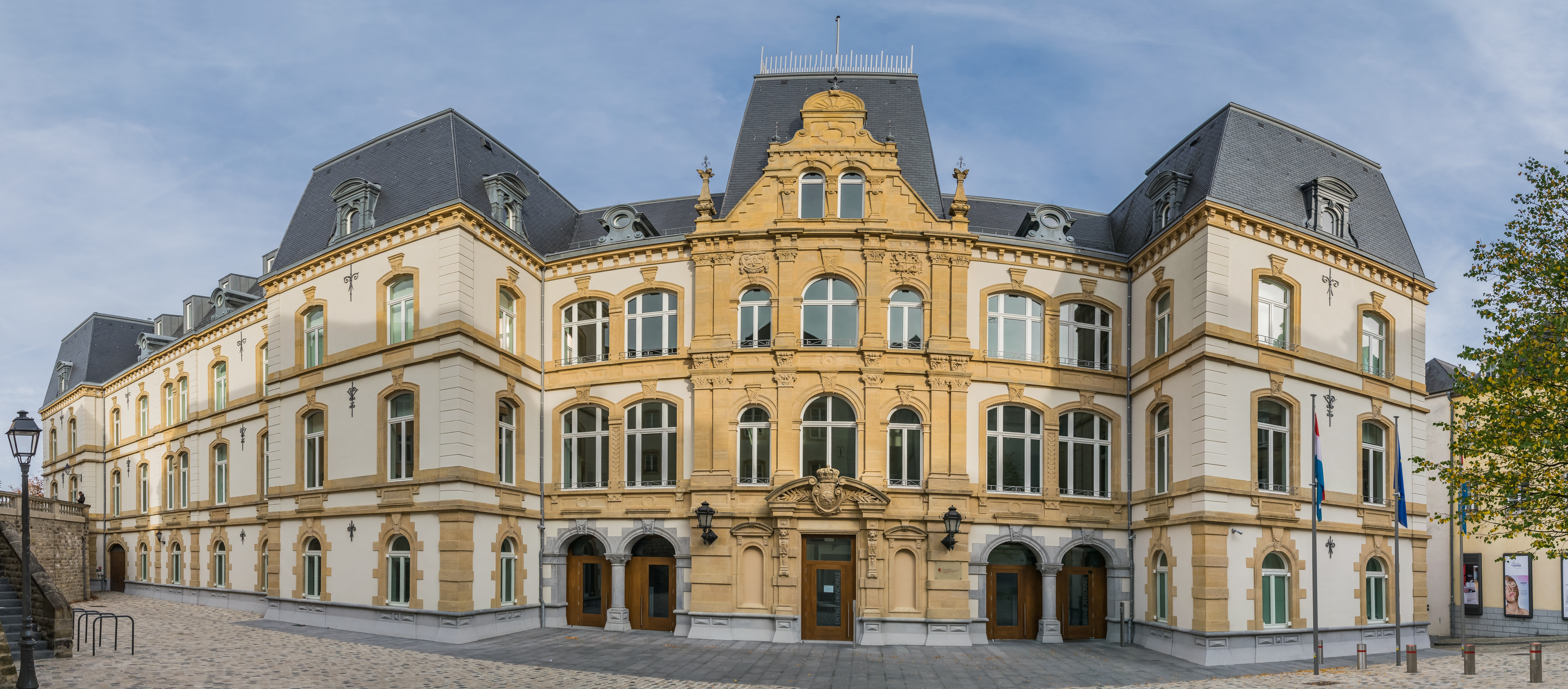
Bâtiment Mansfeld in der Oberstadt; Hauptsitz des Ministeriums

Das Ministerium für auswärtige und europäische Angelegenheiten, Verteidigung, Entwicklungszusammenarbeit und Außenhandel (Ministère des Affaires étrangères et européennes, de la Défense, de la Coopération et du Commerce extérieur) ist das für die Umsetzung der Außen- und Europapolitik der luxemburgischen Regierung zuständige Ministerium (Internationale Beziehungen Luxemburgs, europäische Angelegenheiten, Diplomatie, Immigration) verantwortlich.
Traditionell ist der jeweilige Minister auch gleichzeitig stellvertretender Premierminister des Landes.

## Kompetenzen des Ministeriums
Die Services und Verwaltungsstruktur des Außenministeriums sind durch großherzoglichen Beschluss vom 28. Mai 2019 festgelegt. Der Aufsicht des Ministeriums unterstellt ist der diplomatische/konsularische Dienst.

## Außenminister der letzten Jahre
| Minister        | Partei | Von               | Bis               |
| --------------- | ------ | ----------------- | ----------------- |
| Lydie Polfer    | DP     | 7. August 1999    | 20. Juli 2004     |
| Charles Goerens | DP     | 20. Juli 2004     | 31. Juli 2004     |
| Jean Asselborn  | LSAP   | 31. Juli 2004     | 4. Dezember 2013  |
| Jean Asselborn  | LSAP   | 4. Dezember 2013  | 17. November 2023 |
| Xavier Bettel   | DP     | 17. November 2023 | heute             |

## Referenzen
1. ↑  Arrêté grand-ducal du 28 mai 2019 portant constitution des Ministères. - Legilux. In: legilux.public.lu. 24. Juli 2021, abgerufen am 19. Oktober 2023 (französisch).